# Antonio Cordón Ruíz
Antonio Cordón Ruiz (Granja de Torrehermosa, Badajoz, 19 de diciembre de 1963) es un director deportivo de fútbol profesional. Ha destacado por su trayectoria como director deportivo de importantes clubes de Europa y Asia. Desde el 4 de junio de 2025 se desempeña como director de fútbol profesional del Sevilla FC, de la primera división de España. 
Anteriormente pasó por clubes como el Real Betis Balompié.o el Olympiakos FC de Grecia, como máximo responsable deportivo del club heleno. Fué campeón de la Conference League Liga Europa Conferencia de la UEFA 2023-24 con este último. Tras ello, decidió volver a España para formar parte del holding Five Eleven Capital, como máximo responsable del área de fútbol profesional.

## Biografía
Nació en Granja de Torrehermosa, provincia de Badajoz (Comunidad Autónoma de Extremadura). Residió hasta los seis años en su pueblo natal junto con sus dos hermanos y se trasladó posteriormente a vivir a Madrid.
Es en Madrid donde completa sus estudio e ingresó en la Universidad donde, desde muy pronto, comenzó su interés por formarse como entrenador de fútbol y a dirigir a jóvenes estudiantes. 

## Trayectoria
Trabajó en sus inicios como profesor de Educación Física en el Colegio Buen Consejo de Madrid, alternando como coordinador y entrenador de fútbol en el colegio San Agustín. Posteriormente fue preparador físico en equipos de segunda categoría nacional. Accedió al primer nivel futbolístico como ojeador para luego convertirse en director deportivo del Villarreal C.F, A. S. Mónaco F. C; y CEO del Grupo Hope (Parma Football Club, C. D. Tondela, Granada Club de Fútbol y Chongqing Lifan F. C).
Fue contratado como director deportivo de la Selección ecuatoriana de fútbol en 2019 y debido a la pandemia originada por el Covid, tiene que retornar a Europa, firmando como director deportivo del Real Betis, donde permaneció hasta febrero de 2023, cuando decidió poner punto final a esta etapa. En junio de este mismo año, se incorpora a Olympiakos FC como máximo responsable deportivo del club griego.
Olympiakos Fútbol Club
En junio de 2023, Antonio Cordón asume la dirección deportiva del histórico equipo griego.La temporada se salda con la histórica victoria en la final de la Conference League , imponiéndose a la Fiorentina por 1 gol a 0.

#### Real Betis Balompié
Hasta febrero de 2023, Antonio Cordón ocupó el cargo de director general deportivo del Real Betis. En esta etapa, y desde su llegada, en junio de 2020, la trayectoria del conjunto verdiblanco ha experimentado un cambio de dinámica sobresaliente, clasificándose para la Europa League al final de la temporada 20/21, y repitiendo clasificación europea en la 21/22. Pero, sin duda, el gran éxito de los últimos años ha sido la consecución del título de campeón de la Copa del Rey 2022  . Además de las dos clasificaciones europeas y la conquista de la Copa del Rey, el trabajo de Antonio Cordón ha quedado reflejado en el rendimiento de futbolistas como Borja Iglesias Nabil Fekir Marc Bartra , o las llegadas de jugadores como Héctor Bellerín William Jose, Rui Silva, Luiz Felipe o Luiz Henrique, y la consolidación en el primer equipo de canteranos como Edgar, Paul o Rodri. Todo esto vino a poner más en valor aún el "método Cordón" , como así lo denomina la prensa deportiva especializada.

#### Villarreal CF

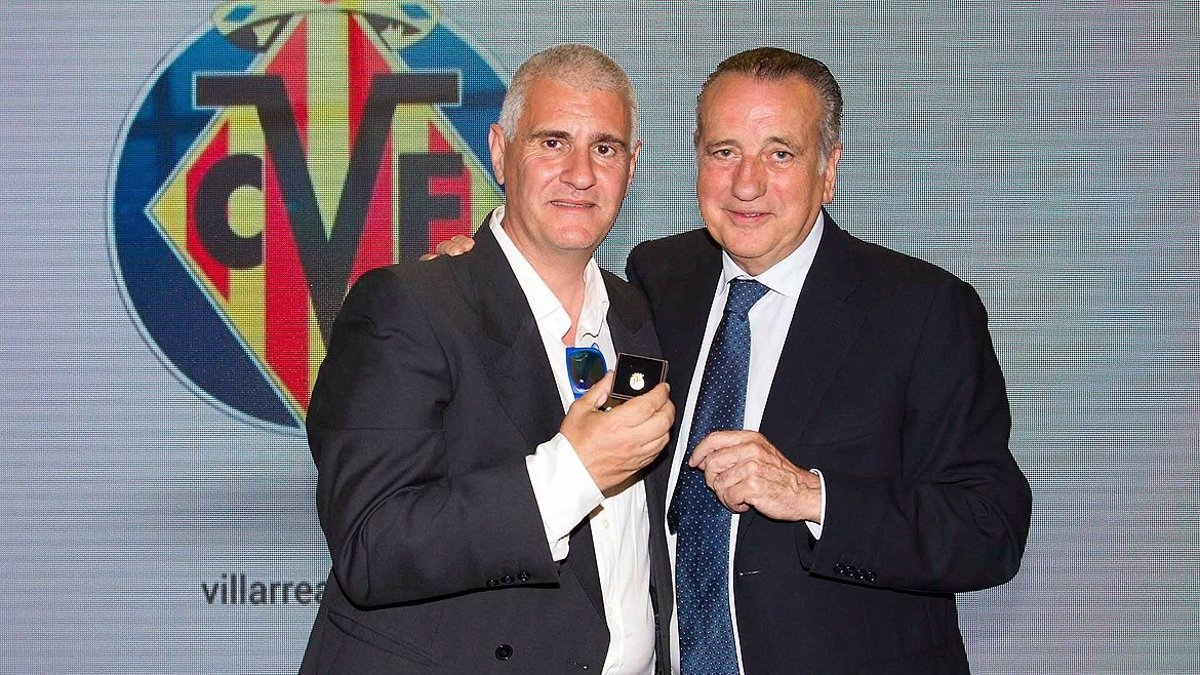
Antonio Cordón, recibiendo la insignia de oro y brillantes del Villarreal CF, de manos de Fernando Roig

En el Villarreal, empezó como ojeador y analista y llegó a convertirse en directo deportivo del club, en el que permaneció durante 17 años. En estos años, de la mano de Cordón,llegaron un buen número de futbolistas, procedentes tanto de Europa como de Sudamérica, con los que el Villarreal obtuvo un gran rendimiento deportivo, además de importantes plusvalías económicas, y que le convierte en uno de los directores deportivos de más éxito dentro del mundo del fútbol profesional, fichando jugadores jóvenes que luego fueron muy reconocidos, como Antonio Valencia, Jefferson Montero, Diego Godín, Martín Cáceres, Gonzalo Javier Rodríguez, Matías Fernández, Mateo Musacchio, Cristian Zapata, Marco Ruben, Nilmar, Hernán Arsenio Pérez, Luciano Vietto, Gabriel Paulista, o Eric Bailly además de otros muchos jugadores, tanto del mercado europeo, como por su apuesta decidida por la cantera, de donde salieron futbolistas como Santi Cazorla, Bruno Soriano, o Gerard Moreno, entre una larga colección de nombres que jugaron o en algún caso, aún siguen en el Villarreal. En su etapa al frente de la dirección deportiva del conjunto castellonense, el equipo logra alcanzar dos semifinales europeas (Champions League 2005/06 y Europa League 2010/11),  además de unos cuartos de Champions (2008/09), y un subcampeonato de Liga (2007/08)

#### AS Mónaco

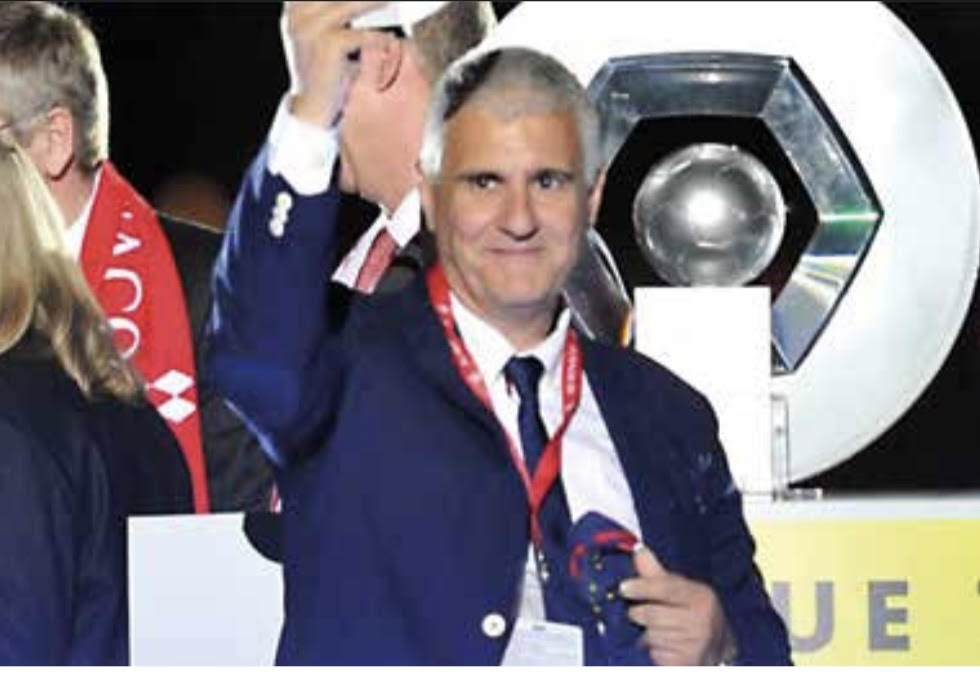
Cordón, en la celebración de la Ligue 1 conquitada por el AS Monaco (temp. 16/17)

En 2016, llegó al A. S. Mónaco F. C y se convirtió en uno de los artífices del éxito del club, en el que reorganizó la estructura deportiva del club, además de revitalizar una plantilla que acabaría firmando un año histórico,  conquistando el título de la Ligue 1 (después de 17 años), disputando las semifinales de la Liga de Campeones y siendo finalistas de la Copa de la Liga. Al final de esa temporada, el A. S. Mónaco F. C vendió jugadores por un valor de más de 350 millones de euros, llegando al hito de los 500 millones de euros en traspasos, con las salidas de futbolistas como el propio Mbappe, Bernardo Silva, Mendy, Bakayoko o Fabinho.
Respecto a Kilian Mbappe, Antonio Cordón tuvo un papel clave en la explosión del futbolista francés. A su llegada, convenció a la propiedad del conjunto monegasco de la conveniencia de acceder a la petición de la familia del jugador para renovar por el AS Monaco. En ese momento, Mbappe disputaba la Coupe Gambardella, y con apenas 17 años, Cordón decide que forme parte ya de la primera plantilla del club a partir de ese mismo verano . Poco a poco, trabajando junto al entrenador aquella temporada, Leo Jardim, Mbappe acabaría firmando una temporada sobresaliente, disputando 44 partidos oficiales, en los que sumó 26 goles. Esos números le llevarían a ser traspasado al Paris Saint Germain la siguiente temporada.

#### Grupo Hope: Granada, Parma, Chongqing Lifan y Tondela

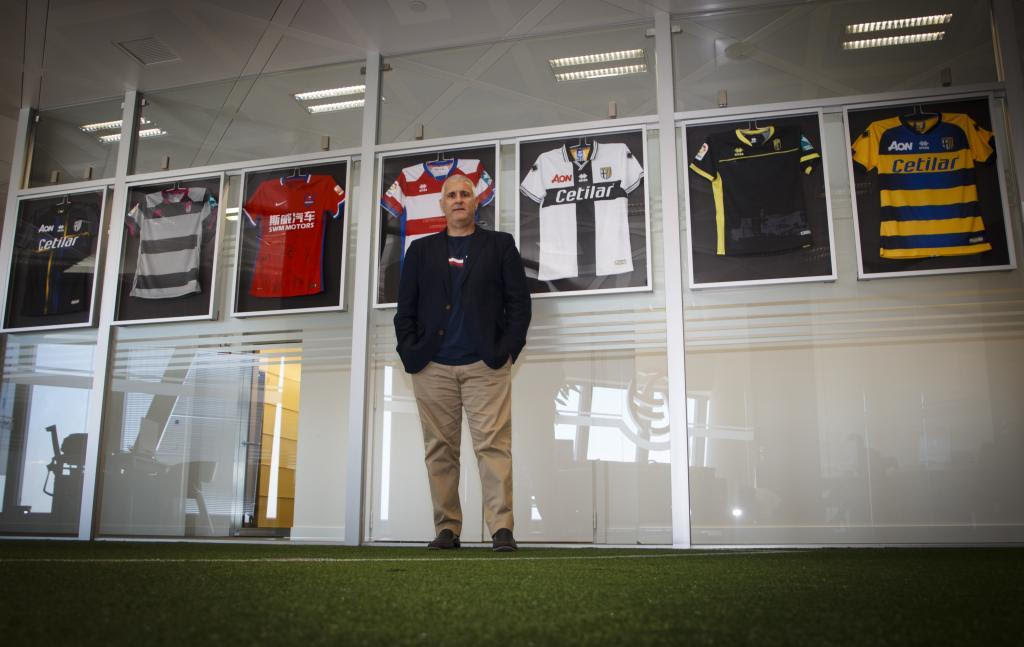
Cordón, posando en las oficinas de Hope Group, junto a las camisetas de los clubes del grupo

Tras un año y medio en Mónaco, David Belenguer, entonces CEO de Hope Group, le convence para encabezar un nuevo proyecto. Hope Group, propiedad del empresario chino John Jiang, nace para gestionar los activos futbolísticos de la compañía, que en esos momentos controlaba tres clubes en tres países diferentes ( Granada CF, Chongqing Lifan y ParmaCalcio 1913 ), más un cuarto, el CD Tondela, propiedad del propio David Belenguer, y que también se integra en la estructura. Antonio Cordón es nombrado CEO de la parte deportiva, dirigiendo cuatro equipos a la vez en diferentes ligas y países (España, China, Italia y Portugal).
Bajo su dirección, el Granada C.F ascendió a Primera División tras apostar por Diego Martínez como entrenador, y donde jugadores como Germán, Montoro, Rui Silva, Victor Díaz o Antonio Puertas, entre otros, alcanzan un nivel competitivo altísimo, lo que lleva de nuevo al conjunto andaluz a la élite del fútbol español. Además, aterrizan en Granada futbolistas como Domingos Duarte o Roberto Soldado, que contribuyen a elevar la calidad del grupo. También en este periodo, el Parma pasó de la Serie C a la Serie A, después de haber sido relegado por cuestiones económicas a la tercera categoría del fútbol italiano.

#### Federación Ecuatoriana de Fútbol

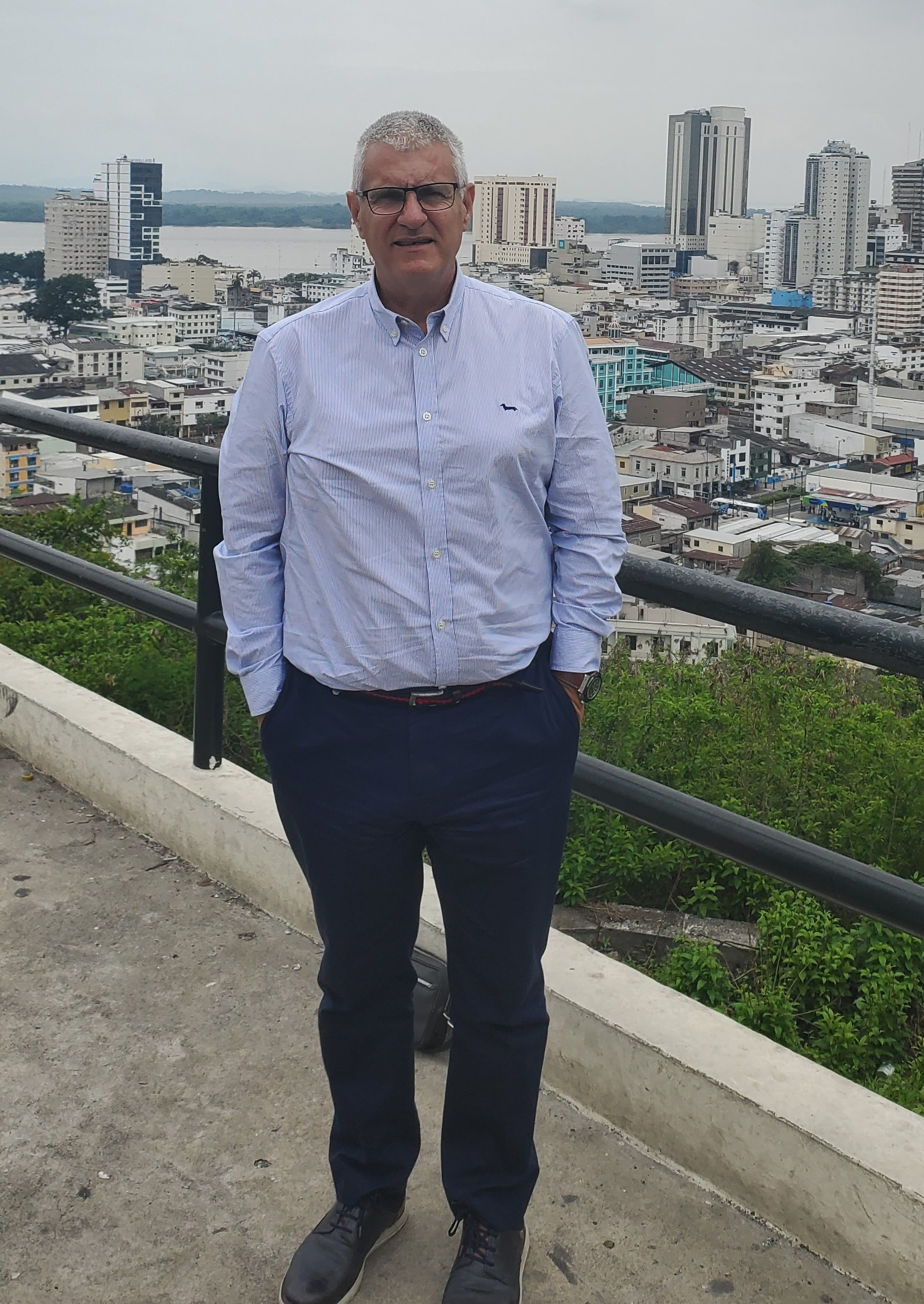
Antonio Cordón, en Guayaquil, tras su prsentación como nuevo directro deportivo de la Federación Ecuatoriana de Fútbol

El 30 de diciembre de 2019, la FEF lo contrató como director deportivo. Allí contrató al técnico hispano – neerlandés, Jordi Cruyff, por lo que este se incorporó a su equipo para estar al frente de la Selección Ecuatoriana de Fútbol, que disputará la Copa América Colombia 2021 y busca la clasificación, en la zona de la Conmebol, para la Copa Mundial de Fútbol de 2022, a realizarse en Catar. A raíz de la pandemia global motivada por el COVID-19, apenas unos meses después de su llegada, el proyecto no pudo continuar. 

## Clubes
| Club                                                    | Año         | Cargo | País          |
| ------------------------------------------------------- | ----------- | --- | ------------- |
| Colegio Agustinos de Madrid                             | 1985-1999   | Coordinador de Fútbol. Profesor de Técnica y Táctica en la Escuela Madrileña de Entrenadores de Fútbol y Escuela Nacional. Entrenador de Fútbol en categorías (infantil, cadete, juvenil, regional y nacional.) Preparador Físico en equipos de categoría nacional (2.ª División B y Tercera división). | España        |
| Villarreal C.F.                                         | 2000-2016   | Ojeador zona centro para el Fútbol Base. Analista del Primer Equipo Coordinador de Fútbol Internacional. Director de Fútbol Director deportivo | España        |
| AS Mónaco                                               | 2016-2017   | Director deportivo | Francia       |
| Hope Groupe (Parma, Tondela, Granada y Chongqing Lifan) | 2017-2019   | CEO | Varios países |
| Federación Ecuatoriana de Fútbol                        | 2020        | Director general deportivo | Ecuador       |
| Real Betis Balompié                                     | 2020- 2023  | Director general deportivo | España        |
| Olympiakos Fútbol Club                                  | 2023 - 2024 | Director general deportivo | Grecia        |
| Holding Five Eleven Capital                             | 2024 -      | Chief Football Officer | Varios países |

## Palmarés
| Club          | Año         | Título                      | País    |
| ------------- | ----------- | --------------------------- | ------- |
| AS Mónaco     | 2016 - 2017 | Campeón Ligue 1             | Francia |
| Parma F.C.    | 2017 - 2018 | Ascenso a la Serie A        | Italia  |
| Granada C.F.  | 2018 - 2019 | Ascenso a Primera División. | España  |
| Real Betis    | 2021 - 2022 | Copa del Rey                | España  |
| Olympiakos FC | 2023-2024   | Conference League           | Grecia  |